# 過去と未来の間
『過去と未来の間』（かことみらいのあいだ、Between Past and Future）はハンナ・アーレントの著作。1963年初版発行。古代ギリシャ、古代ローマの歴史や哲学者から始まってヘーゲルやカール・マルクス、などに至る西洋文明の歴史を辿りながら、歴史の本質に迫る。「歴史の概念」の他、「権威とは何か」「自由とは何か」「教育の危機」「文化の危機」「真理と政治」などもおさめられている。みすず書房に引田隆也、齋藤純一の翻訳がある。